# 2 Poznański Oddział WOP
Poznański Oddział WOP nr 2 – zlikwidowany oddział w strukturze organizacyjnej Wojsk Ochrony Pogranicza pełniący służbę na granicy polsko-niemieckiej.

## Formowanie i zmiany organizacyjne
2 Poznański Oddział WOP JW 1796 (Zarządzenie SzSG Nr 053/Org. 30 marca 1946) został sformowany w 1946 na bazie 2 Oddziału Ochrony Pogranicza, na podstawie rozkazu NDWP nr 0153/org. z 21 września 1946. Oddział posiadał pięć komend, 25 strażnic, stan etatowy wynosił 1900 żołnierzy i 14 pracowników cywilnych. 
Rozkazem ND WP nr 077/Org. z 13.02.1947 nakazano przeprowadzenie dalszych zmian w strukturze organizacyjnej. Rozformowano wówczas 6 i 8 komendy odcinków oraz 26, 29, 33, 37, 38, 42, 43, 47 i 48 strażnice. W 1947 rozformowano grupę manewrową oddziału, a w jej miejsce powołano szkołę podoficerską o etacie 34 oficerów i podoficerów oraz 140 elewów.

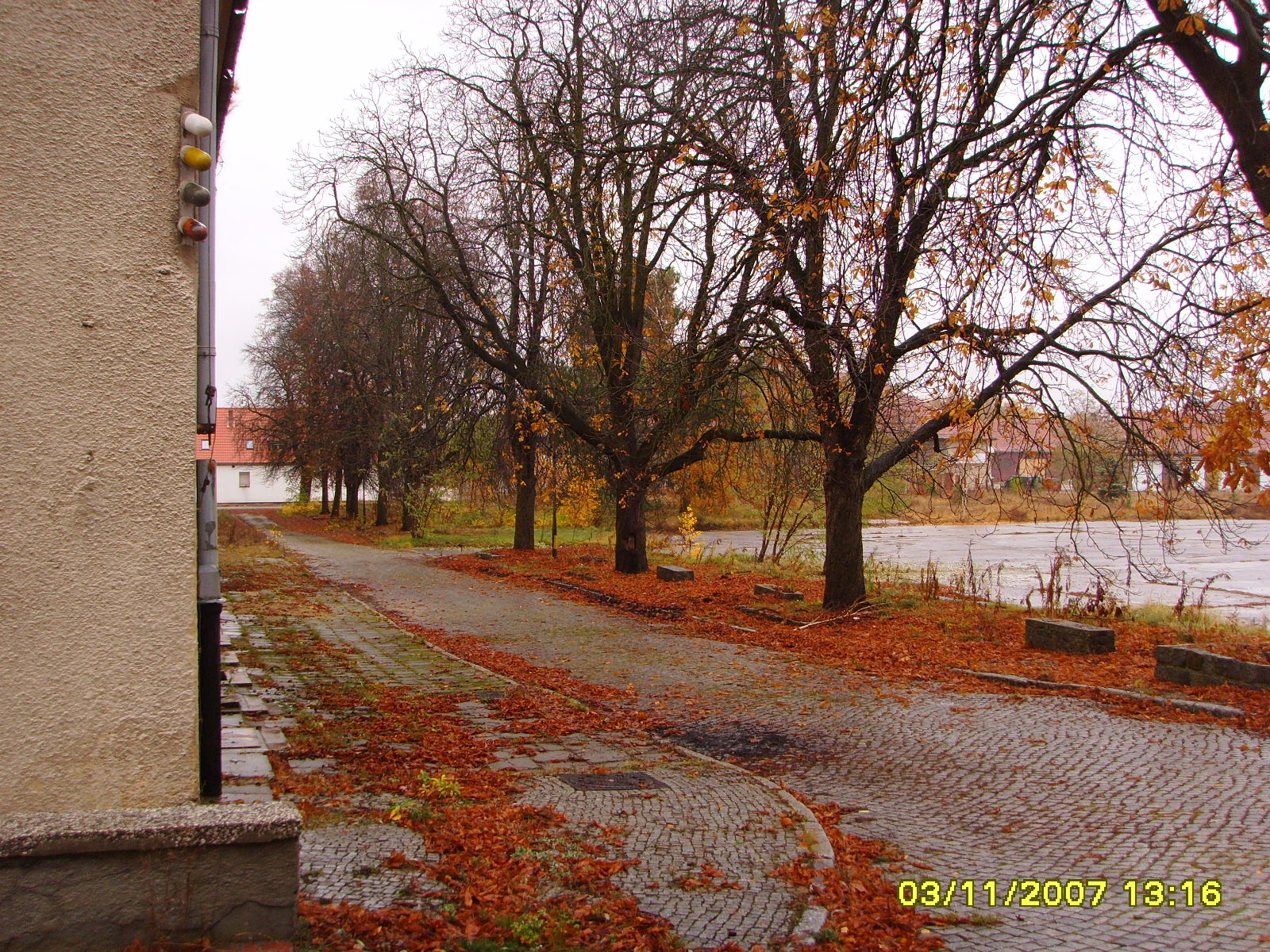
W koszarach "przy stacji" stacjonował sztab 7 komendy odcinka

Sztab oddziału stacjonował w Krośnie Odrzańskim. 
Rozformowany w 1948, a na jego bazie powstała 10 Brygada Ochrony Pogranicza.

## Struktura organizacyjna
Stan w 1946:
- dowództwo sztab i pododdziały dowodzenia
- grupa manewrowa, a od 1947 szkoła podoficerska
- 6 komenda odcinka[b] - Koło
- 7 komenda odcinka - Gubin
- 8 komenda odcinka[b] – Cybinka i pięć strażnic
- 9 komenda odcinka – Słubice i pięć strażnic
- 10 komenda odcinka – Górzyca (Słońsk).

We wrześniu 1946 stan etatowy oddziału przewidywał: 5 komend, 25 strażnic, 1900 wojskowych i 14 pracowników cywilnych. Po reorganizacji w 1947 było to: 3 komendy odcinków, 16 strażnic, 826 wojskowych i 12 pracowników cywilnych.

## Dowódcy oddziału
- ppłk Walerian Kuczyński[c] (21.09.1946–27.10.1947)[10][11]
- ppłk Filip Kujun (28.10.1947–24.04.1948)[11].

## Przekształcenia
2 Oddział Ochrony Pogranicza → 2 Poznański Oddział WOP → 10 Brygada Ochrony Pogranicza → 9 Brygada WOP → 9 Lubuska Brygada WOP → Lubuska Brygada WOP → Ośrodek Szkolenia WOP w Krośnie Odrzańskim → Lubuski Oddział Straży Granicznej → Nadodrzański Oddział Straży Granicznej.